# Baruch Ophir
Baruch Zvi Ophir (geboren als Benno Offenburg 27. Oktober 1910 in Hamburg; gestorben 5. April 2004 in Jerusalem) war ein deutscher Historiker.

## Leben
Der Sohn des Nathan Hirsch Offenburg absolvierte 1929 das Abitur am Heinrich-Hertz-Realgymnasium und studierte dann Geschichte, Philosophie und Semitistik in Berlin, Jerusalem und Hamburg, wo er 1933 seine historische Dissertation Das Erwachen des deutschen Nationalbewusstseins in der preussischen Judenheit: von Moses Mendelssohn bis zum Beginn der Reaktion : ein geistesgeschichtlicher Beitrag zur Emanzipationsgeschichte der deutschen Juden vorlegte, die akademische Prüfung jedoch unwürdig verlief.
1933 emigrierte er zunächst nach Italien, wo er als Mitglied der Jugendbewegung Misrachi eine landwirtschaftliche Ausbildungsstätte leitete. 1935 ging er als Landarbeiter in einen Kibbuz nach Palästina. Er wurde Lehrer und Leiter eines landwirtschaftlichen Gymnasiums.
Der Tod seines Vaters und seiner Stiefmutter im Ghetto Theresienstadt bzw. KZ Auschwitz prägten seine historische Arbeit. Er stellte eine Geschichte der jüdischen Gemeinden in Bayern Pinkas haQehillot, Germania, Bavaria (1972; die deutsche Fassung enthält durch politische Rücksichtnahme bedingte problematische Kürzungen) zusammen und regte ein Hamburger Gedenkbuch an. Ende der 1960er Jahre gründete er in Hamburg den Verein ehemaliger jüdischer Hamburger, Bremer und Lübecker in Israel. In den 1970er Jahren arbeitete er an der Jerusalemer Gedenkstätte Yad Vashem.
Im November 1991 erhielt Baruch Zwi Ophir die Ehrendoktorwürde des Fachbereichs Philosophie und Geschichtswissenschaft der Universität Hamburg.